# 詹卢卡·巴拉托洛
詹卢卡·巴拉托洛（義大利語：Gianluca Barattolo，1978年7月3日—），意大利男子赛艇运动员。他曾以舵手身份代表意大利参加世界赛艇锦标赛，获得一枚金牌和七枚银牌。